# Behavioural Pharmacology
Behavioural Pharmacology, abgekürzt Behav. Pharmacol., ist eine wissenschaftliche Fachzeitschrift, die vom Lippincott Williams & Wilkins-Verlag veröffentlicht wird. Die Zeitschrift erscheint derzeit mit acht Ausgaben im Jahr. Es werden Arbeiten veröffentlicht, die sich mit pharmakologischen Einflüssen auf das Verhalten beschäftigen.
Der Impact Factor lag im Jahr 2014 bei 2,148. Nach der Statistik des ISI Web of Knowledge wird das Journal mit diesem Impact Factor in der Kategorie Pharmakologie und Pharmazie an 138. Stelle von 254 Zeitschriften, in der Kategorie Neurowissenschaften an 169. Stelle von 252 Zeitschriften und in der Kategorie Verhaltenswissenschaften an 31. Stelle von 51 Zeitschriften geführt.